# Fosterella yuvinkae
Fosterella yuvinkae är en gräsväxtart som beskrevs av Pierre Leonhard Ibisch och Al. Fosterella yuvinkae ingår i släktet Fosterella och familjen Bromeliaceae.
Artens utbredningsområde är Bolivia. Inga underarter finns listade i Catalogue of Life.